# Manuel Bento
Manuel Bento (25. června 1948 Golegã – 1. března 2007, Barreiro) byl portugalský fotbalový brankář. Zemřel 1. března 2007 ve věku 58 let na infarkt myokardu.

## Fotbalová kariéra
Na klubové úrovní hrál v portugalské lize za FC Barreirense a Benficu Lisabon. Nastoupil ve 424 ligových utkáních. Na Mistrovství Evropy ve fotbale 1984 nastoupil ve 4 utkáních a na Mistrovství světa ve fotbale 1986 nastoupil v 1 utkání. Za portugalskou reprezentaci nastoupil v letech 1976–1986 v 63 utkáních. S Benficou vyhrál osmkrát portugalskou ligu a šestkrát Portugalský pohár. V Poháru mistrů evropských zemí nastoupil ve 24 utkáních, v Poháru vítězů pohárů nastoupil v 18 utkáních a v Poháru UEFA nastoupil ve 20 utkáních. V roce 1977 byl vyhlášen v Portugalsku fotbalistou roku.

## Ligová bilance
| Ročník                      | Zápasy | Góly | Klub            |
| --------------------------- | ------ | ---- | --------------- |
| 1. portugalská liga 1967/68 | 12     | 0    | FC Barreirense  |
| 2. portugalská liga 1968/69 | -      | -    | FC Barreirense  |
| 1. portugalská liga 1969/70 | 26     | 0    | FC Barreirense  |
| 1. portugalská liga 1970/71 | 26     | 0    | FC Barreirense  |
| 1. portugalská liga 1971/72 | 30     | 0    | FC Barreirense  |
| 1. portugalská liga 1972/73 | 1      | 0    | Benfica Lisabon |
| 1. portugalská liga 1973/74 | 10     | 0    | Benfica Lisabon |
| 1. portugalská liga 1974/75 | 15     | 0    | Benfica Lisabon |
| 1. portugalská liga 1975/76 | 15     | 0    | Benfica Lisabon |
| 1. portugalská liga 1976/77 | 28     | 0    | Benfica Lisabon |
| 1. portugalská liga 1977/78 | 27     | 0    | Benfica Lisabon |
| 1. portugalská liga 1978/79 | 29     | 0    | Benfica Lisabon |
| 1. portugalská liga 1979/80 | 30     | 0    | Benfica Lisabon |
| 1. portugalská liga 1980/81 | 30     | 0    | Benfica Lisabon |
| 1. portugalská liga 1981/82 | 28     | 0    | Benfica Lisabon |
| 1. portugalská liga 1982/83 | 27     | 0    | Benfica Lisabon |
| 1. portugalská liga 1983/84 | 29     | 0    | Benfica Lisabon |
| 1. portugalská liga 1984/85 | 30     | 0    | Benfica Lisabon |
| 1. portugalská liga 1985/86 | 29     | 0    | Benfica Lisabon |
| 1. portugalská liga 1986/87 | 1      | 0    | Benfica Lisabon |
| 1. portugalská liga 1989/90 | 1      | 0    | Benfica Lisabon |
| CELKEM 1. portugalská liga  | 424    | 0    |                 |